# Longitarsus transvaalensis
Longitarsus transvaalensis là một loài bọ cánh cứng trong họ Chrysomelidae. Loài này được Biondi miêu tả khoa học năm 1999.